# 超音速攻撃ヘリ エアーウルフ
『超音速攻撃ヘリ エアーウルフ』（ちょうおんそくこうげきヘリ エアーウルフ、『AIRWOLF』）はアメリカ合衆国のテレビドラマ。
本項では続編の『新エアーウルフ 復讐編』についても扱う。

## 概要
ベトナム帰還兵のストリングフェロー・ホークが、秘密裏に開発された攻撃用ヘリコプター・エアーウルフを駆使してさまざまな事件を解決する。
アメリカではCBSで1984年1月22日から1986年5月29日まで全55話が放送された。

### 日本での放送
日本では1986年9月26日に日本テレビ系『金曜ロードショー』で『エアーウルフ 砂漠の空を制圧、ジェット機774区間を撃破する超音速攻撃ヘリ』のタイトルでパイロット版が放送された。その後、同年10月19日から1987年11月11日にわたってテレビシリーズを放送。その間にスペシャル版として『金曜ロードショー』で1987年3月20日に『激闘ハイテク空中戦』のタイトルで2作品を2時間に編集し放送された。
日本テレビでの時間帯は1987年4月5日までは毎週日曜22:30 - 23:25、1987年4月8日以降は水曜21:00 - 21:54に移動した。

## あらすじ

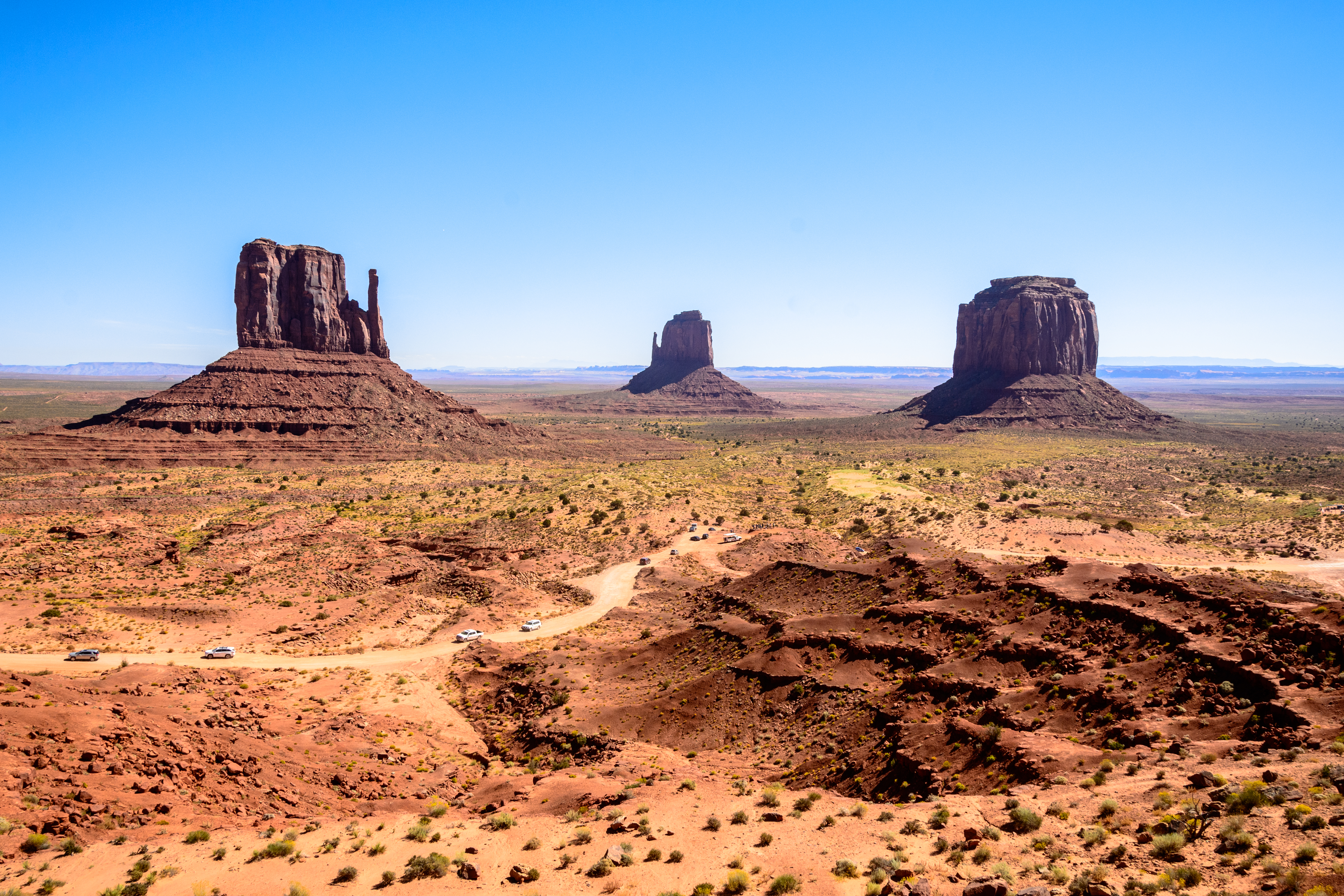
エアーウルフの秘密基地は「神の谷(Valley of the Gods)」にある設定だが、実際にはモニュメントバレーで撮影された。

中央情報局（CIA）の秘密作戦遂行のために、「悪魔的天才」とも揶揄される科学者チャールズ・ヘンリー・モフェットによって10億ドルの費用と20年の歳月をかけ開発された“マッハ1・プラス・アタック・ヘリコプター”「エアーウルフ」。軍関係者や連邦議会議員を招いて行なわれた展示飛行の最中に、招待者の一人に働きを正当に評価されていないと思い込んだ、当のモフェット自身がエアーウルフで招待者たちを攻撃。モフェットはエアーウルフと共にリビアへ逃亡した。
開発計画の責任者でエアーウルフの銃弾を浴び、左目失明・左足不随の大ケガをしたCIA特別作戦部長マイケル・コールドスミス・ブリッグス3世（コードネーム「アークエンジェル」。大天使の意）は、敏腕パイロットで今は山荘で暮らすストリングフェロー・ホークにエアーウルフの奪還を要請。ホークは友人のドミニク・サンティーニと共に、北アフリカの「カダフィ大佐 夏の館」に潜入、モフェットと対決し、エアーウルフの奪還に成功する。しかし、今度はホークが、人知れぬ土地（ネバダ砂漠の「神の谷」と呼ばれる地域）にエアーウルフを隠匿してしまう。
ホークは「エアーウルフを返してほしければ、ベトナム戦争で未帰還兵となった、兄のセント・ジョンの生死を確認し回答せよ」と政府に要求。アークエンジェルは「政府のホークへの逮捕に関する情報をホークに教えること」や「CIAの情報網でジョンを探す」、代わりに「CIAの作戦にエアーウルフを使わせ秘密要員として参加する（経費はもちろん政府持ち）」取引をホークに持ちかけ承諾を取り付ける。
これをきっかけにホークはエアーウルフを使い、世界の各地でさまざまな事件を解決していく。

## 登場人物

### エアーウルフの乗組員
ストリングフェロー・ホーク
演 - ジャン＝マイケル・ヴィンセント、日本語吹替 - 磯部勉
34歳。ベトナム帰りの敏腕ヘリコプター操縦士。ベトナムでヘリボーンの際に、負傷兵救出のため入れ替わりに解放戦線の捕虜になった兄のセント・ジョンをCIAの情報網で探すことを条件に、CIA特別作戦部の私的エージェントとしてエアーウルフを駆る。格闘のセンスにも優れ、特にキック技が得意なようである。
表向きの職業はドミニクの経営する「サンティーニ航空」のヘリ操縦士。普段は湖畔に面した山荘で愛犬のテットと暮らしている。山荘には祖父が集めたという絵画のコレクションが飾られている。屋外でチェロを弾くことが趣味。兄セント・ジョンの名は使徒ヨハネにあやかったものであることが『新エアーウルフ 復讐編』の劇中でセント・ジョン本人によって語られている。
12歳の時に両親をボート事故で、出征直前に恋人を自動車事故で亡くしている。さらに戦友たる兄とも生き別れとなったため、自分にとって大切な人達に不幸が及ぶのを嫌がるあまり、敢えて孤独を求めるかのような生活をしている。
ドミニク・サンティーニ
演 - アーネスト・ボーグナイン、日本語吹替 - 富田耕生
ヘリコプターを使う中小運送業、サンティーニ航空の経営者。ホークの父親とは戦友であり、またホークの親代わりで心を許せる親友でもある。陽気で話し好きな性格である。エアーウルフの副操縦士としてホークを助ける（もっとも、操縦をすることはほとんどなく、普段はすぐ後ろの席で航空機関士を務め、またコンピューターが解析した敵機の情報を伝えたりする）。
ケイトリン・オシャネシィ（シーズン2以降）
演 - ジーン・ブルース・スコット (Jean Bruce Scott)、日本語吹替 - 戸田恵子
元テキサス・ハイウェイパトロールの女性警察官でエアポリスのヘリコプター操縦士。男勝りな性格。ある事件でホーク達に助けてもらったのを機に、警察を辞めてサンティーニ航空で働くことになる。初めはエアーウルフのことは彼女には秘密であったが、ドミニクの入院がきっかけで3番目のクルーとなる。

### 中央情報局
“アークエンジェル”マイケル・コールドスミス・ブリッグス3世
演 - アレックス・コード、日本語吹替 - 家弓家正/銀河万丈
中央情報局特別作戦部（モデルは工作本部国際活動部）長。常にワイシャツと白のスリーピース・スーツ姿、ネクタイまで白。ドミニクに「白無垢」とか揶揄されることもある。高圧的な態度でいることが多いが、ホークとドミニクのコンビに全幅の信頼を寄せており、またホークを逮捕しエアーウルフを押収しようとするCIAの内部を調停するなどしてホーク達を陰で支えている。“マイケル・コールドスミス”の名が3代目であることを気にしているようで、ホークにからかわれ「自分はどうなんだ、ストリングフェローさんよ」とやり返している。
配下のエージェント（ほとんどが若い女性）もコードネームに天使の名前を使用している。さらに「ゼブラ・スクワッド」と称する、砂漠迷彩服と黒のタクティカルベストに身を固め、白塗りの大型バンで現場に急行し銃撃戦を繰り広げる特殊部隊を指揮下に持つ。
なお、上司にコードネーム「ゼウス」（委員長）がいる。ゼウスをトップとする「委員会」の詳細は不明。
マレラ（シーズン1・2）
演 - デボラ・プラット (Deborah Pratt)、日本語吹替 - 横尾まり
アークエンジェルの腹心のエージェントで、エアーウルフに関するサポートも行う。なお彼女を含むエージェント達は、大概は“大天使ミカエル”に合わせてか、白ずくめのジャンプスーツを着用している。

### その他
チャールズ・ヘンリー・モフェット（パイロット版）
演 - デヴィッド・ヘミングス、日本語吹替 - 内海賢二
エアーウルフを設計した技術者で悪魔的天才とも評される凄腕の航空技術者。彼にとって重要だった「プロメテウス計画」を中止された一件で合衆国政府に強い恨みを抱き、展示飛行の際にその恨みつらみを計画の関係者に叩きつけるとアークエンジェルを含む関係者達を機関砲で銃撃してエアーウルフを強奪、リビアへ亡命。リビアではエアーウルフのロケット砲でアメリカ海軍の駆逐艦を撃沈。また潜入していたエージェントでホークの恋人だったガブリエル・アデマール（ベリンダ・バウアー）を拷問の末に死亡させる。ラストで怒りに震えるホークに倒されるが、エアーウルフのメインシステムにロジック爆弾「遺言プログラム」を仕掛けており、のちにこれが発動してホーク達を悩ませることになる。

### 別名義での登場人物
同作品中において2人以上の別名義で演じた俳優の一覧。
ランス・レガルト (Lance LeGault)
- オープニング・ナレーション（シーズン1・2）日本語吹替 - 金内吉男
- ボガード（シーズン1 第12話）日本語吹替 - 中庸助
- ボーガン署長 (シーズン2 第1話) 日本語吹替 - 納谷悟朗
- ノーブル・フラワーズ (シーズン3 第13話)日本語吹替 - 中庸助

ユージーン・ロッシュ (Eugene Roche)
- ディーツ上院議員（シーズン1 第1話）日本語吹替 - 上田敏也
- エディー・ドナヒュー (シーズン2 第2話）日本語吹替 - 滝口順平

マイケル・ハルゼー (Michael Halsey)
- ピーター・ムーア（シーズン1 第6話）日本語吹替 - 仲木隆司
- ダンカーク (シーズン2 第8話）日本語吹替 - 千田光男

マイケル・プレストン (Michael Preston)
- ロス大佐（シーズン3 第9話）
- ブーシャール大佐 (シーズン4 第1話）

アン・ロックハート
- アン・ブラネン特別派遣巡査部長（シーズン2 第11話）
- テス・ディクソン (シーズン3 第15話）
- トレーシー・ケンジントン医師 (シーズン4 第3話）

スーン＝テック・オー
- トミー・リウ（シーズン2 第10話）
- ミン（シーズン2 第13話）
- 林(ハヤシ) (シーズン4 第14話）

ウィリアム・スミス (William Smith)
- スティール（シーズン3 第20話）
- パターソン (シーズン4 第24話）

イスマエル・カルロ (Ismael 'East' Carlo)
- サンチェス（シーズン1 第8話）
- 下士官（シーズン2 第22話）
- カルロス (シーズン3 第13話）

アン＝マリー・マクドナルド (en:Ann-Marie MacDonald)
- アンナ・ルブラン（シーズン4 第11話）
- サンドラ (シーズン4 第15話）

## エアーウルフの特徴
エアーウルフの母体となったのはベル・ヘリコプター・テキストロン社のベル 222。
- ウィンドウは防弾、ボディはボロン繊維でカバーされた装甲板で守られており、銃弾程度は弾き返す。その戦力は歩兵1個師団分に匹敵し、空飛ぶ小型要塞とも呼ばれている。機首に口を開けている空中給油用プローブが唯一の弱点[注 11]。
- 諜報機関の秘密作戦に従事するため、機体は黒と白の2色で仕上げられており、マーキングなどは一切なし。ソ連から科学者一家を亡命させる任務についた際、空軍機から誰何されCIAから付与されたコードネームを答えている。
- 戦闘を自動的に記録するシステムを持ち、蓄積された経験を次の戦闘に生かすことができる。
- 開発責任者のモフェット博士が自身の安全のためにエアーウルフのコンピューターに設計図を隠している。つまりエアーウルフが破壊されたらこれも消滅し、存在しなかったことにされる。閲覧することで同一性能の機体を製作可能。後に、レッドウルフが製作された。
- 高度2万メートルを与圧機能のない通常のフライトスーツのまま飛行可能という設定上、通常のヘリではあまり装備されていない与圧システムが使用されている描写があり、ドアを開閉する度に「プシュー」という効果音が編集で追加されている。

### 主要装備
チェーンガン
両舷燃料タンク部先端に備えられた2連装30ミリ機関砲（英語版では2連装12.7x99mm NATO弾機関砲）1基。単装40ミリ（英語版では30ミリ）機関砲1門。これらを1セットとして左右に1セットずつの合計6門を装備。「30ミリチェーンガン、40ミリキャノン」とも呼ばれる。
ミサイル群
機体下部に格納されている3連装ADF（All Directional Firing―全方位回転式）ポッドから発射される3種類のミサイル。ポッドは270度回転可能、連射モードも装備。
ヘルファイヤー
空対地短距離ミサイル・6基
レッドアイ
地対空短距離ミサイル・12基
※第3シーズン以降はマーヴェリックに載せ変えられた。
コパーヘッド
対戦車用空対地長距離ミサイル・6基
計24発を装填。
パイロット版ではこの他にペイブウェイのスイッチも見える。
ファルコン
ADFポッドの両脇から発射される長距離空対空ミサイル・4基、ミサイルは自動（手動）誘導弾。
シュライク
番宣では「核弾頭シュライクミサイル」と呼称されていたが実際は核弾頭装着可能な長距離ミサイル。装備箇所および装弾数は不詳。シーズン2で一度だけ使用され、その際はADFポッド真ん中から発射された。
サンバースト
機体側面のランチャーから放出され、敵の発射した赤外線追尾式ミサイルを引き付ける高熱源体の囮。吹き替え版において、シーズン3までは、主に「太陽弾」と呼称されていた。劇中では、チャフのボタンで放出される描写も散見され、戦闘機に搭載されているフレアのような使用がなされる。
ターボシステム
左右燃料タンク内側部分に装備された計2基のターボジェットエンジン。点火後、9.6秒で標高0から2万メートルの空間で超音速に到達。作動時には駆動系が切り替わり、通常のローターは回転フリーの状態となり浮力を得られないため、ターボシステムの推進力と機体形状から空力学的に浮力を得る(リフティングボディ)。また、ターボによる加速時のエンジン音が狼の咆哮にも聴こえることから機体名が『エアーウルフ』と名付けられた由縁にもなっている。
レーザー
機首部分から照射されるオレンジ色のレーザービーム。※『新エアーウルフ』以降
ウィスパーモード
前後ローターの回転音を極限まで低くして飛行するモード。※『新エアーウルフ』以降
フライトスーツ
エアーウルフクルーの専用フライトスーツ、本編ではほとんど触れられていないがライフモニター機能を有している、シーズン1が青一色の布地っぽいスーツ、シーズン2以降は明るいグレーを基調としたナイロン地を使用したSF映画に登場するようなデザインのスーツに変更された。またスーツ変更に伴い3人ともガンベルトを締めている。
ヘルメット
ヘルメット側面のスイッチでバイザーの上げ下ろしができ、ミサイル照準や暗視画像の投影が可能。至近距離で爆発などが起こった場合その閃光からパイロットの目を保護するために自動的にバイザーが下る機能も有している。
その他
- 乗員は3名。ただし1名でも運用可能な他、2番目のクルーが航空機関士を兼任することもある。
  - 1番目のクルーは機長。操縦・標的捕捉・武器システムの選択などの全責任を負う。
  - 2番目のクルーは砲手兼副操縦士。機長が負傷した場合に備え予備の制御システムを管理する。
  - 3番目のクルーは航空機関士。電子データによってターボの温度、燃料及び潤滑油の圧力、ローターのシンクロ状態など、フライトシステムを管理、また敵機の情報も提供、機長の指示により武器管制も行う。座席にはコンピューターターミナルが設置されていて、このモニターにはシステム立ち上げの際、エアーウルフのシンボル「羊の皮を被り翼が生えた狼の頭」の線画が現れる。

- 機内後部にあるペイロードエリアにさまざまな装備を別に搭載できる他、ここを空にすることで定員も最高6人まで増やせる（普段はミサイルの予備弾を載せる装填用ラックがある）。

ほぼ同時期に製作された映画『ブルーサンダー』に比べるとエアーウルフ本体や装備の性能は荒唐無稽な設定となっているが、逆にこのことがSFアクションとして痛快なアクションシーンを生み出すバックボーンともなっている。飛行シーンなどに使われた実機のエアーウルフは放映当時、全米各地のエアショーのデモフライトに借り出された。観客のほとんどはテレビでのエアーウルフの性能を事実と受け止めていたらしく実際にマッハで飛行できると信じて疑わなかったようである。現実にヘリコプターが出せる最高速度の限界は約400km/hと考えられている。

### 撮影用機体

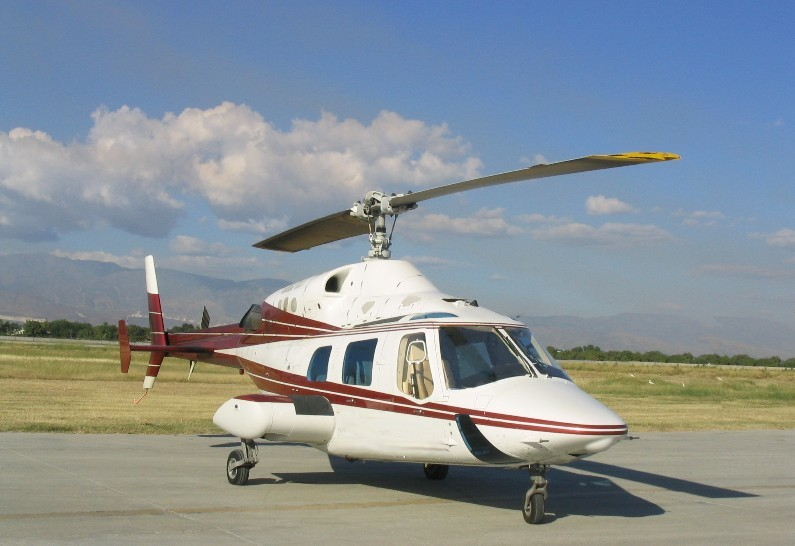
ベル222A

撮影に使用された機体（ベル222A、製造番号47085、機体記号N3176S）は撮影終了後しばらくは全米各地の航空ショーで飛行・展示されていたが、チェーンガンやターボシステム等の撮影用外装部品を取り外して元の状態に戻し、塗装を変更した上でドイツの航空会社に売却された（この時登録ナンバーはD-HHSDに変更された）。
その後救急ヘリコプターとして運用されていたが、1992年6月6日に救急任務後の飛行中に雷雨に巻き込まれ墜落したため、オリジナルの機体は失われた。
一方オリジナルの外装部品は個人コレクターが所蔵していたため、2006年にテネシー州ピジョンフォージのヘリコプター博物館が、この外装部品から直接型を取って複製し、廃棄された別のベル222Aに取り付けて原寸大のレプリカを作成した。その後ヘリコプター博物館が閉鎖されたのに伴い、セバービルにあるテネシー航空博物館に移されて展示されていたが、2015年にカリフォルニアの個人コレクターに売却された。
2017年、ロサンジェルスで280億円で売り出された豪邸屋上のヘリパッドに、『エアーウルフ』に登場したとされるヘリコプターが展示された。撮影終了後に保管されていた機体を、アート作品として修復したもの とされているが詳細な出自は不明。
塗装色は"ファントム・グレー・メタリック" (デュポン Imron 5031X)と、ほとんど白に近いパールグレーの2色で、カウンターシェーディングで塗装されている。

## 登場兵器
レッドウルフ（Redwolf）/ スコーピオン
シーズン3第2話「レーザー発射！新開発レッドウルフを撃破せよ」にて、ハーラ・ジェンキンスは、航空学校時に同期だったホークにライバル心を持ち、モフェットの一番弟子となり、博士の死後、特別作戦部と協力してエアーウルフの2号機「レッドウルフ（Redwolf）」を完成させている。ベース機種はエアウルフと同じベル222Aで、外見上の違いは、エアーウルフの白い部分と機首部分が真紅に塗られ、空中給油口、ターボエンジンは搭載されていない（形状はベル222Aそのもの）。主要装備のミサイルポッドは1門のみだが連射やある程度の方向を変えることが可能、ミサイルはエアーウルフ同様にヘルファイヤー・コパーヘッド・マーヴェリックの3種を搭載、さらに機首部分にレーザー砲が追加されている。レッドウルフとしての登場は一度のみだが、後述する『新エアーウルフ 復讐編』にて、エアーウルフ第3のバージョン「スコーピオン」として映像が流用されている。
HX1 / BX16

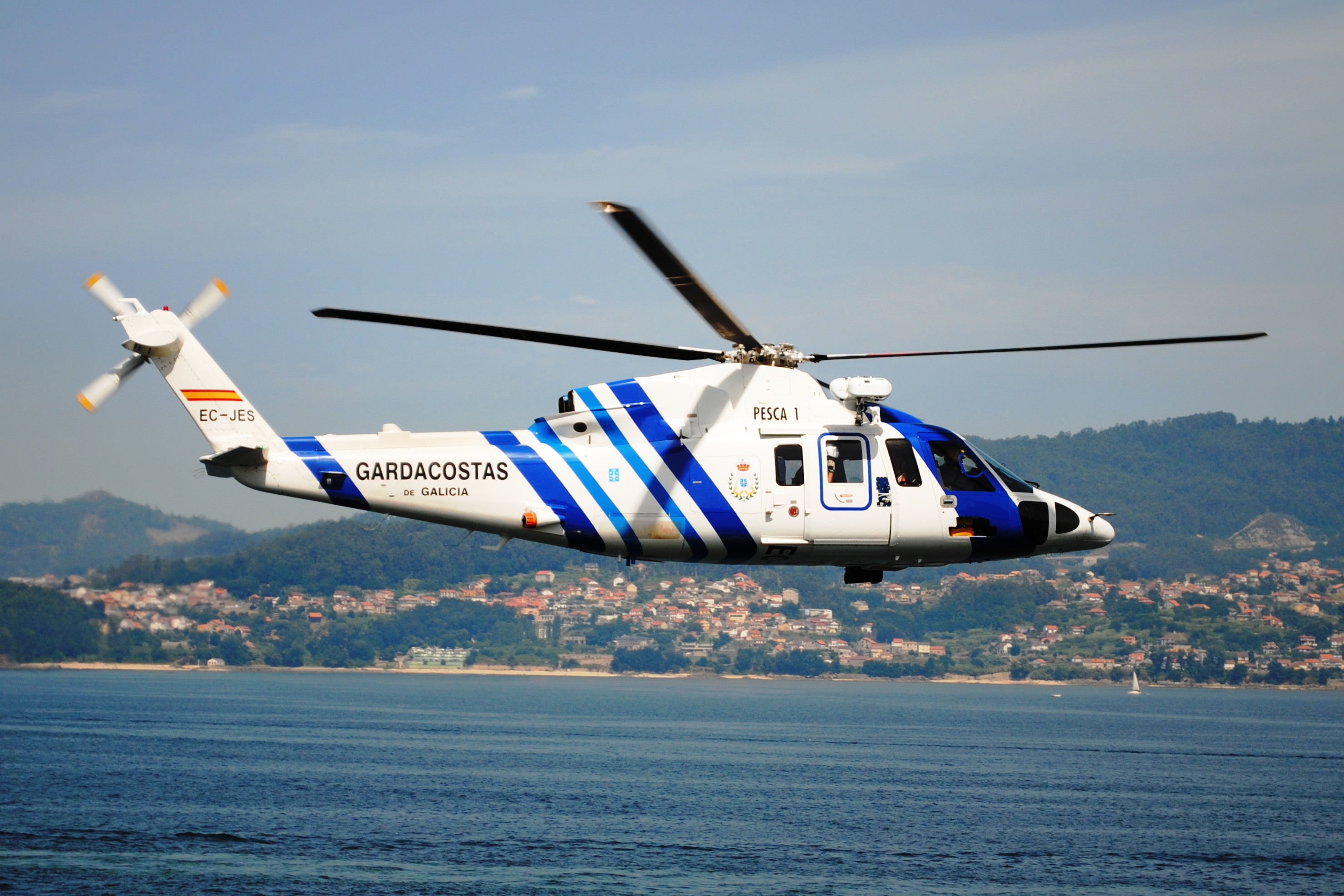
シコルスキー S-76

シーズン2第8話「対決大型ヘリHX1!! 地獄のジャングル戦」にて、CIAとダブスコ・コーポレーションが開発した攻撃ヘリで、両側面に複数のロケット弾と前面に2門の機関銃を持つ。アークエンジェル曰く「ある意味ではエアーウルフを上回る戦闘能力を持つ」が、ダンカーク率いる傭兵部隊によって強奪された。
撮影用機体のベース機種はシコルスキー S-76。
シーズン3第3話にて、大型戦闘ヘリ「BX16」として映像が流用されている。
その他にも、数々の実在または架空の戦闘兵器が登場している。

## スタッフ
- 企画 - ドナルド・P・ベリサリオ
- 製作総指揮 - ドナルド・P・ベリサリオ（シーズン1・2）、バーナード・L・コワルスキー（シーズン3）
- スーパーバイジングプロデューサー - アラン・J・レヴィ（シーズン1）、カルバン・クレメンツ・ジュニア（シーズン2）、Robert Janes（シーズン3）
- プロデューサー - バートン・アルムス（シーズン1）、クライド・ウェア（シーズン1）、Lester Wm. Berke（シーズン2）、アラン・ゴッドフリー（シーズン3）
- 監督 - ドナルド・P・ベリサリオ、ヴァージル・W・ヴォーゲル、アラン・J・レヴィ、ハーヴィー・S・レイドマン、スティーヴン・ドーリンガー、デイヴィッド・ヘミングス、ニコラス・コリア、アイヴァン・ディクソン、レイ・オースティン、T・S・クック、サットン・ローリー、ドナルド・A・ベアー、ジェラルド・メイヤー、バーナード・L・コワルスキー、レスリー・H・マーティンソン、アルフォンス・M・ラジエロ・ジュニア、トム・ブランク、ジョーグ・フェナディー、ブルース・セス・グリーン、シドゥニー・ヘイヤーズ、ドン・メッドフォード、アレン・レイスナー、ダニエル・ホーラー、バーナード・マキヴィーティー、ヴィンセント・マキヴィーティー、アラン・クック、グレゴリー・プランジ、リチャード・アーヴィング、デニス・ドネリー、ドン・チャフィー、ロン・スタイン
- 脚本 - ドナルド・P・ベリサリオ、バートン・アルムス、ニコラス・コリア、クライド・ウェア、C・R・オクリストファー、ジョセフ・ガン、T・S・クック、ルイス・F・ヴィッパーマン、カルヴィン・クレメンツ・ジュニア、ドナルド・A・ベアー、フィル・コンベスト、チェスター・クラムホルツ、ウェストブルック・クラリッジ、デボラ・プラット、スティーヴ・ヘイズ、ハーマン・グローヴズ、ポール・サヴィッジ、ダグラス・スタインバーグ、デニス・R・フォーリー、マイケル・ハルペリン、グレゴリー・ハリス、チャールズ・ウィンストン、ケヴィン・ハーティガン、ロバート・ブリーズ、ドロシー・ロビンソン、サットン・ローリー、アル・マルティネズ、ルイ・イライアス、スティーヴン・A・ミラー、リック・ケルボー、ジェイムズ・L・ノヴァック、エリオット・ウェスト、エドワード・J・ラクソー、ハロルド・ストーン、カールトン・イーストレイク、キャサリン・マイケリアン・パワーズ、ロバート・スペクト、アラン・ゴドフリー、ロバート・ジェインズ、デイヴィッド・ウェストハイナー、デル・レイスマン、エヴェレット・チェインバーズ、J・L・ダンジェルズ、B・W・サンドファー
- 撮影 - ハワード・シュワルツ
- 音楽 - シルヴェスター・リーヴァイ
- エアーウルフデザイン - アンドリュー・プロバート
- 制作 - ベリサリウス・プロダクション、ユニバーサルTV
- 放映 - 米国CBS (1984年1月22日 - 1986年3月29日)

### 日本語版
- 日本語版製作 - 東北新社
- 翻訳 - 木原たけし、佐藤一公
- 演出 - 伊達康将
- 調整 - 小野敦志
- プロデューサー - 清水篤（日本テレビ）、油井禧成（日本テレビ）

## 音楽関係
作曲担当は、映画『コブラ』『ホット・ショット』『ネイビー・シールズ』『エリザベート』等の音楽を手掛けたシルヴェスター・リーヴァイ。一般販売のオリジナル・サウンドトラック盤はない。シーズン2・3では、ウディ・ハルパズ、イアン・フリーバーン＝スミス、ベルナルド・セガールが追加の劇伴音楽を担当した。
日本では人気が高かったため、『ナイトライダー』とカップリングの日本録音のカヴァー演奏レコード/CDがスターチャイルドレーベル（キングレコード）から「超音速攻撃ヘリ エアーウルフ/ナイトライダー」(品番:K30X 7096)として1987年10月21日に発売された。編曲者は美野春樹（オーケストラ曲）、川井憲次（シンセサイザー曲）。
他に、ドイツのGALAXISから“AIRWOLF WONDER WEAPON”と題されたカヴァー盤が出て、近年再発もされたが、劇中BGMとは似ても似つかない音楽の寄せ集めで、テーマ曲も人間の口によるものらしい「チーシッ」というドア閉め効果音の後に主旋律をシンセで繰り返すだけのものであった。もう1つ、イギリスのSILVA SCREENから発売のオムニバス盤各種に、ダニエル・ケイン指揮のカヴァー演奏が収録されているが、最初の間奏メロディーが登場しない。
この派生としてオムニバスCD "AIRWOLF HITS'N'ACTION" (EDL 2581-2)がドイツEdeltonより1991年に発売されているが、これに収録されたエアーウルフテーマはSILVA SCREENのライセンス下のもので、CDのクレジットに"ORIGINAL THEME FROM AIRWOLF (P) ORIGINAL SOUND RECORDING MADE BY MICHEL JONES PRODUCTION FOR SILVA SCREEN RECORDS.LTD"と表記されている。
後年、北アイルランド在住のファン、Mark J. Cairnsによる2枚組サントラCDが自主制作（版権元より権利は得ている）で限定発売された。1枚目にはCairnsが耳コピで作った、より間違いの少ないカバーバージョンのテーマおよび劇伴が、2枚目にはシルヴェスター・リーヴァイ自身によるオーケストラ演奏のトラックが収録されている。しかし2007年6月現在、再版の予定はなく、Cairnsのウェブサイトwww.airwolfthemes.comでは、2007年クリスマス・シーズンよりプロモ盤収録曲のMP3データ販売を同サイト上で実施している。また、サントラ第2集の製作も予定されているものの、時期は未定となっている。

## エピソードリスト
※日本での放映日は「超音速攻撃ヘリ エアーウルフ コンプリート ブルーレイBOX」封入のブックレットによる。

### シーズン1
| 各話 | 邦題（上段） / 原題（下段）                                                    | 放送日        | 放送日         |
| ---- | ------------------------------------------------------------------------------ | ------------- | -------------- |
| 1    | 砂漠の空を制圧、ジェット機774区間を 撃破する超音速攻撃ヘリ Shadow of the Hawke | 1984年1月22日 | 1986年9月26日  |
| 2    | 渡洋攻撃!! ベトナム孤児を救え DADDY'S GONE A HUNT'N                            | 1984年1月28日 | 1986年10月26日 |
| 3    | 直撃弾命中!! CIA副官の奪回作戦 BITE OF THE JACKAL                              | 1984年2月4日  | 1986年11月16日 |
| 4    | ミグ戦闘機を振り切れ!! 細菌戦スパイ脱出 PROOF THROUGH THE NIGHT                | 1984年2月11日 | 1986年12月7日  |
| 5    | 高速100kmの不時着!! 死のスタント飛行 ONE WAY EXPRESS                           | 1984年2月18日 | 1986年11月23日 |
| 6    | カリブ海空戦!! 失われた1年間の記憶 ECHOES FROM THE PAST                        | 1984年3月3日  | 1986年11月30日 |
| 7    | 初陣は南米ナチス狩り!! ミサイル空中戦 FIGHT LIKE A DOVE                        | 1984年3月10日 | 1986年10月19日 |
| 8    | マイアミ沖航空戦!! 2つの反政府組織 MAD OVER MIAMI                              | 1984年3月24日 | 1986年12月14日 |
| 9    | 外人戦闘機隊!! アフリカに散った撃墜王 AND THEY ARE US                          | 1984年3月31日 | 1986年11月2日  |
| 10   | コンピューター電子戦!! 盗まれた設計機密 MIND OF THE MACHINE                    | 1984年4月7日  | 1986年11月9日  |
| 11   | 猛爆撃!! 空の狼レッドゾーンを駆け抜ける TO SNARE A WOLF                        | 1984年4月14日 | 1986年12月21日 |

### シーズン2
| 各話 | 邦題（上段） / 原題（下段）                                                | 放送日         | 放送日         |
| ---- | -------------------------------------------------------------------------- | -------------- | -------------- |
| 1    | 怒りの脱出!! 荒野のマッドポリス軍団 SWEET BRITCHES                         | 1984年9月22日  | 1987年1月18日  |
| 2    | エアーウルフ高速突入!! 核弾頭弾を撃破せよ FIRESTORM                        | 1984年9月29日  | 1987年1月4日   |
| 3    | 搭載コンピューターの反乱!! 高度2万メートル逆落し MOFFETT'S GHOST           | 1984年10月6日  | 1987年1月11日  |
| 4    | F-14戦闘機の猛攻!! 迎撃空域を離脱せよ THE TRUTH ABOUT HOLLY                | 1984年10月13日 | 1987年1月25日  |
| 5    | 弧空の殺し屋コルセア!! 宙返り格闘戦 THE HUNTED                             | 1984年10月20日 | 1987年2月8日   |
| 6    | 殺人の冤罪!! カジノタワーをロケット弾攻撃 SINS OF THE PAST                 | 1984年10月27日 | 1987年4月5日   |
| 7    | ミグ25を撃墜!! マグデンブルグ城攻防戦 FALLEN ANGEL                         | 1984年11月3日  | 1987年2月15日  |
| 8    | 対決大型ヘリHX1!! 地獄のジャングル戦 HX1                                   | 1984年11月10日 | 1987年2月22日  |
| 9    | ロス発93便消ゆ!! 海底のジャンボ救出作戦 FLIGHT #93 IS MISSING              | 1984年11月17日 | 1987年2月1日   |
| 10   | 地獄のヒーロー!! 密林の収容所襲撃戦 ONCE A HERO                            | 1984年11月24日 | 1987年3月1日   |
| 11   | 砂漠の空中戦!! 失われたフィルムの謎 RANDOM TARGET                          | 1984年12月8日  | 1987年3月15日  |
| 12   | 弧島の嵐!! 巡航ミサイルを撃ち落とせ CONDEMNED                              | 1985年1月5日   | 1987年3月8日   |
| 13   | 空の黒蜘蛛P-51戦闘機!! ベトナム農民を襲う火炎弾 THE AMERICAN DREAM         | 1985年1月12日  | 1987年5月13日  |
| 14   | ベルレンジャー追跡!! 自動戦闘操縦システムを奪還せよ INN AT THE END OF ROAD | 1985年1月26日  | 1987年3月20日  |
| 15   | 戦うヘリコプター!! 大富豪ドミニク奮戦す SANTNI'S MILLIONS                  | 1985年2月2日   | 1987年9月30日  |
| 16   | F-4ファントムの猛攻をかわせ!! 南米騒乱脱出行 PRISONER OF YESTERDAY         | 1985年2月9日   | 1987年4月22日  |
| 17   | ベトナム空の勇者UH-1J!! 戦闘ヘリ麻薬密輸団 NATURAL BORN                    | 1985年2月23日  | 1987年4月15日  |
| 18   | 夜間攻撃!! 美人ロック歌手を襲う光のUFO OUT OF THE SKY                      | 1985年3月2日   | 1987年9月16日  |
| 19   | 秘境のテロリスト・B-25攻撃機の突入!! ダム雷撃戦 DAMBREAKERS                | 1985年3月16日  | 1987年10月14日 |
| 20   | 空中の暗殺者!! CIAの二重スパイを暴け SEVERANCE PAY                         | 1985年3月23日  | 1987年3月29日  |
| 21   | 火山大噴火!! 3対1エアーウルフ集中砲火 ERUPTION                             | 1985年4月6日   | 1987年3月20日  |
| 22   | ミグ戦闘機と密林上空の死闘!! 救援機を護衛せよ SHORT WALK TO FREEDOM        | 1985年4月13日  | 1987年4月8日   |

### シーズン3
| 各話 | 邦題（上段） / 原題（下段）                                                            | 放送日         | 放送日         |
| ---- | -------------------------------------------------------------------------------------- | -------------- | -------------- |
| 1    | 99の顔を持つ大怪盗!! 砂漠の秘密基地掃討戦 THE HORN OF PLENTY                           | 1985年9月28日  | 1987年5月20日  |
| 2    | 新開発レーザー砲!! 地上最強レッドウルフを阻止せよ AIRWOLF II                           | 1985年10月5日  | 1987年5月6日   |
| 3    | ボビー少年の活躍!! 大型戦闘ヘリBX16を撃破せよ AND A CHILD SHALL LEAD                   | 1985年10月12日 | 1987年8月19日  |
| 4    | 対決シーハリアー戦闘機!! CIA降下部隊城砦へ突入せよ FORTUNE TELLER                      | 1985年10月19日 | 1987年4月29日  |
| 5    | 空と海の一騎討ち!! 最新鋭ミサイル原潜を撃沈せよ CROSSOVER                              | 1985年10月26日 | 1987年5月27日  |
| 6    | ハイテク爆弾同時作動!! B-25爆撃機を追撃せよ KINGDOM COME                               | 1985年11月2日  | 1987年6月24日  |
| 7    | 必殺の反転戦法!! エアーウルフ対高速偵察機X400 EAGLES                                   | 1985年11月9日  | 1987年7月8日   |
| 8    | 荒野のガンマン!! エアーウルフ被弾して黒煙を噴く ANNIE OAKLEY                           | 1985年11月16日 | 1987年7月1日   |
| 9    | 新鋭戦車ALVを狙い撃ち!! 南米ゲリラ市街戦 JENNIE                                        | 1985年11月23日 | 1987年6月17日  |
| 10   | ベトナム虐殺の村!! 特攻武装ヘリ戦隊の逆襲 THE DEADLY CIRCLE                            | 1985年11月30日 | 1987年7月15日  |
| 11   | 首都ワシントンに降る核ミサイル群!! 超高空追跡戦 WHERE HAVE ALL THE CHILDREN GONE?      | 1985年12月14日 | 1987年8月5日   |
| 12   | ベトナムから帰還した兄の棺!! ホーク怒りの空中戦 HALF-PINT                              | 1985年12月21日 | 1987年7月22日  |
| 13   | 豪快ミサイル速射!! 精油所大火災を吹っ飛ばせ WILD FIRE                                  | 1986年1月11日  | 1987年7月29日  |
| 14   | エアーウルフ奪取作戦!! 怪盗ホーン危機一髪 DISCOVERY                                    | 1986年1月18日  | 1987年9月2日   |
| 15   | ジェット戦闘機・ヘリ軍団の猛攻!! 大陸横断5000kmの死闘 DAY OF JEOPARDY                  | 1986年1月25日  | 1987年8月12日  |
| 16   | 赤ちゃんを取り返せ!! P-51戦闘機と熱血空中戦 LITTLE WOLF                                | 1986年2月1日   | 1987年9月9日   |
| 17   | クインメリー号を乗っ取り!! ケイトリンを救出せよ DESPERATE MONDAY                       | 1986年2月8日   | 1987年8月26日  |
| 18   | 走れホーク!! CIA暗殺部隊頭上の敵機を叩け HAWKE'S RUN                                   | 1986年2月15日  | 1987年9月23日  |
| 19   | 白昼の強攻着陸!! 南米サンタポーラ刑務所襲撃戦 BREAK-IN AT SANTA PAULA                  | 1986年2月22日  | 1987年10月21日 |
| 20   | 熱闘空中戦!! 新型ヘリA16を撃墜せよ ・湖に落ちた美女の謎 THE GIRL WHO FELL FROM THE SKY | 1986年3月15日  | 1987年11月11日 |
| 21   | ホーク絶体絶命!! 車椅子の登山隊決死の救出作戦 TRACKS                                   | 1986年3月22日  | 1987年11月4日  |
| 22   | 怪人とヒューイ戦闘ヘリ!! ベトナムから来た極楽の鳥 BIRDS OF PARADISE                    | 1986年3月29日  | 1987年10月28日 |

## 新エアーウルフ 復讐編
『AIRWOLF』の第4シーズンに該当するが、放映局はケーブルTVのUSA Networkへ移っている。USA Networkでは1987年1月23日から8月7日にまで全24話が放送された。
日本では前述の『超音速攻撃ヘリ　エアーウルフ』の続編として日本テレビで1987年11月18日から1988年3月23日に放送された。日本テレビでの放送は全18話に留まった。
2025年5月31日からBS松竹東急で再放送されたが2025年6月28日までの全19話に留まった。

### 内容
CIA所属の秘密チーム「騎兵隊」が、ホークからCIAに返還されたエアーウルフを駆使して様々な事件を解決する特撮アクション・ドラマ。
登場人物は前作とは異なり、エアーウルフを運用するのはCIAに所属するチーム「騎兵隊」となり前作でのホークとアークエンジェルにあった裏取引のような人間関係の設定はない。また、エアーウルフのパイロットは固定されていない。
前作の登場人物の出演は、第1話のホークとドミニクのみ。ホークはジャン＝マイケル・ヴィンセントが演じた。ドミニクはアーネスト・ボーグナインではなくボディダブルの出演であり、セリフがなく登場場面もサンティーニ航空を訪れた人物と話しているシーンと爆破されるヘリに向かって歩く後ろ姿のみである。
『新エアーウルフ』では制作プロダクション会社がカナダの「アトランティス・コミュニケーションズ」に変更された。それに伴い、カナダのバンクーバーで撮影されたため、エアーウルフの舞台（サンティーニ航空）であるアメリカ・カリフォルニアの砂漠地帯にはほとんどない針葉樹林が多く登場したり、雨や曇りのシーンが多く登場する。旧エアーウルフはフィルム撮影であったが、『新エアーウルフ』はフィルム撮影後テレシネを行いビデオ編集する方式になった 。ただし制作費の関係で、予算がかかる飛行特撮シーンの大半が旧作から流用されている。

### 第1話のあらすじ
CIAのエアーウルフ担当であったアークエンジェルは極東へ転任となりジェイソン・ロックが後任となる。前作で行方不明となっていたホークの兄、セント・ジョン（ジョン）の所在が明らかになる。ベトナム未帰還兵捜索・救出計画の指揮官であるCIAの傭兵、レイ・ブーシャール大佐がエアーウルフ欲しさに人質として捕らえていたのだった。ブーシャールはスパイを送ってドミニクの経営するサンティーニ航空のヘリコプターを爆破、ドミニクの姪のジョー・サンティーニの眼前でドミニクは死亡、ホークも重傷を負う。
ジェイソンは、空軍少佐マイク・リバースの協力を得てエアーウルフの隠し場所“神の谷”の位置を割り出し、その場所へ車で向かう途中、飛行するエアーウルフを目撃する。隠し場所に着陸したエアーウルフのコクピットから現れたのはジョーだった。3人はエアーウルフでジョンの救出に向かい、ブーシャールを撃破してこれに成功する。こうしてジェイソン指揮の下でジョン、ジョー、マイクの4人により、新たにエアーウルフを運用するチーム「騎兵隊」が結成される。

### 登場人物（新エアーウルフ 復讐編）
セント・ジョン・ホーク
演 - バリー・ヴァン・ダイク (Barry Van Dyke)、日本語吹替 - 津嘉山正種
ストリングフェローの兄。長きに渡りブーシャールに身柄を拘束されていたが、エアーウルフで駆けつけたジョー、マイク、ジェイソンに救出される。その後、エアーウルフの新たなクルーとなった。
マイク・リバース
演 - ジュレイン・ワイン・デービス (Geraint Wyn Davies)、日本語吹替 - 石丸博也
空軍少佐。操縦士のみならず航空機関士を務めることも多い。普段は飄々とした人物で、上司であるジェイソンにも気さくに接する。
ジョー・サンティーニ
演 - ミシェル・スカラベリ (Michele Scarabelli)、日本語吹替 - 潘恵子
ドミニクの姪。物心ついた頃から彼の世話になっており、ホーク兄弟とも旧知の仲。
ジェイソン・ロック
演 - アンソニー・シャーウッド (Anthony Sherwood)、日本語吹替 - 樋浦勉
CIA特別作戦部長、異動したアークエンジェルの後任。

### スタッフ（新エアーウルフ 復讐編）
- 企画 - ドナルド・P・ベリサリオ
- 製作総指揮 - アーサー・L・アンネチャリコ
- プロデューサー - ジョナサン・グッドウィル
- 音楽 - Dan Milner、Rick Patterson
- テーマ曲作曲 - シルヴェスター・リーヴァイ
- 音楽プロデューサー - Dan Milner
- 制作 - アトランティス・コミュニケーションズ
- 放映 - USA Network

### エピソードリスト（新エアーウルフ 復讐編）
| 各話 | 邦題（上段） / 原題（下段）                                                      | 放送日        | 放送日              |
| ---- | -------------------------------------------------------------------------------- | ------------- | ------------------- |
| 1    | ホーク敵弾に倒れる!! 兄セントジョン地獄の戦場より奇跡の生還 BLACK JACK           | 1987年1月23日 | 1987年11月18日      |
| 2    | ザ・リンチ恐怖の女囚刑務所!! ジョー救出へ空中騎兵突撃せよ ESCAPE                 | 1987年1月30日 | 1987年12月9日       |
| 3    | 対空照準レーザー砲さく裂!! 悪魔の武器密造工場を破壊せよ TOWN FOR HIRE            | 1987年2月6日  | 1987年12月2日       |
| 4    | 最強の敵スコーピオンを撃墜せよ!! セントジョン新騎兵隊出動 SALVAGE                | 1987年2月13日 | 1987年11月25日      |
| 5    | シャトル発射秒読み続行せよ!! 火花散る死闘対KGBスパイ戦 WINDOWS                   | 1987年2月20日 | 1987年12月16日      |
| 6    | 北部リッジ渓谷へ急行せよ!! SOS少年キャンプを襲うマフィア軍団 A PIECE OF CAKE     | 1987年2月27日 | 1988年3月2日        |
| 7    | 恐怖のトレインジャック!! 米ソ激突死の細菌ガス列車大作戦 DEATH TRAIN              | 1987年3月6日  | 1988年1月6日        |
| 8    | ホンジュラス空爆進攻作戦!! 精鋭ヘリ部隊に起きた事故の謎 CODE OF SILENCE          | 1987年3月13日 | 1988年1月13日       |
| 9    | ソビエトを救え!! 爆発寸前の原子力発電所 PART1 STAVOGRAD PART 1                   | 1987年3月20日 | 日本テレビ版 未放映 |
| 10   | ソビエトを救え!! 爆発寸前の原子力発電所 PART2 STAVOGRAD PART 2                   | 1987年3月27日 | 日本テレビ版 未放映 |
| 11   | 暁の出撃!! NATO会議場急襲の戦闘ヘリ暗殺部隊を迎撃せよ MIME TROUPE                | 1987年4月3日  | 1987年12月23日      |
| 12   | ハーパータワー白昼の対決!! 死の病原菌Xビールスを抹殺せよ X-VIRUS                 | 1987年4月10日 | 1988年2月3日        |
| 13   | チェコ国境でミグ戦闘機と交戦!! システム逆探知CIA二重スパイを探れ ROGUE WARRIOR   | 1987年4月24日 | 1988年1月27日       |
| 14   | 復讐のゼロ・ファイター GROUND ZERO                                               | 1987年5月1日  | 放映日不明          |
| 15   | マッハからの脱出!! 新開発超音速機S19バイパーの疑惑を暴け FLOWERS OF THE MOUNTAIN | 1987年5月8日  | 1988年1月20日       |
| 16   | 急襲スコットランド絶海の孤島!! 核ミサイル粉砕キーワードを探せ THE KEY            | 1987年5月15日 | 1988年2月10日       |
| 17   | パリ国際航空ショー大パニック!! 電撃乱入テロ部隊を追跡壊滅せよ ON THE DOUBLE      | 1987年5月22日 | 1988年3月9日        |
| 18   | 空中騎兵嵐を飛ぶ!! 南米サンバリオ動乱に消えたダイヤを探せ STORM WARNING          | 1987年5月29日 | 1988年2月24日       |
| 19   | 売られた花嫁!! アフガニスタンの熱い風・武装キャンプ掃討戦 THE GOLDEN ONE         | 1987年7月3日  | 1988年2月17日       |
| 20   | 人工知能恐怖の反乱!! ターボ全開電子の要塞へ空中騎兵突入せよ THE PUPPET MASTER    | 1987年7月10日 | 1988年3月23日       |
| 21   | 衛星からのレーザー攻撃!! 対決怪人マルデューク洋上奇襲作戦 MALDUKE                | 1987年7月17日 | 1988年3月16日       |
| 22   | ベトナムからの因縁!! 国際麻薬シンジケート壊滅作戦 POPPY CHAIN                    | 1987年7月24日 | 日本テレビ版 未放映 |
| 23   | ネオナチの恐怖!! プルトニウムを奪還せよ FLYING HOME                              | 1987年7月31日 | 日本テレビ版 未放映 |
| 24   | 楽園上空に散る哀歌!! エアーウルフ最終発進 WELCOME TO PARADISE                    | 1987年8月7日  | 日本テレビ版 未放映 |

## 映像ソフト

### DVD
『超音速攻撃ヘリ エアーウルフ』シーズン1：コンプリートDVD-BOX
品番 UNSD-44919
ユニバーサル・ピクチャーズ・ジャパン
2006年12月22日発売
『超音速攻撃ヘリ エアーウルフ』 シーズン1 DVD-SET
品番 GNBF-1401
ジェネオン・ユニバーサル・エンターテイメント
2009年11月26日発売
『超音速攻撃ヘリ エアーウルフ』シーズン2：コンプリートDVD-BOX
品番 UNSD-47163
ユニバーサル・ピクチャーズ・ジャパン
『超音速攻撃ヘリ エアーウルフ』シーズン3：コンプリートDVD-BOX
品番 UNSD-48116
ユニバーサル・ピクチャーズ・ジャパン
『Airwolf Season Four』：DVD-BOX（日本未発売）
品番 B0049GYXCW
ユニバーサル・スタジオ
2016年5月10日
『AIRWOLF THE COMPLETE SERIES 』DVD -BOX (シーズン1～4迄含む)日本未発売
MILL CREEK ENTERTAMENT

### ブルーレイ
2015年12月25日、NBCユニバーサル・エンターテイメントから「超音速攻撃ヘリ エアーウルフ コンプリート ブルーレイBOX」（GNXF-1984）が発売された。
ブルーレイ化にあたり、オリジナル・フィルムから完全HD化を行い、片面2層の15枚組にシーズン1 - 3の全55エピソードを完全収録した。さらに今回のコンプリートブルーレイBOXには、TV放送時にカットされ、これまでのDVDでは吹替が存在せず原語音声に切り替わった1時間45分に及ぶシーンに当時のオリジナルキャスト（ホーク＝磯部勉、ドミニク＝富田耕生、ケイトリン＝戸田恵子、マレラ＝横尾まり）と、2014年9月に逝去した家弓家正（アークエンジェル）の代役に銀河万丈を起用し追加収録した。
BOXには『超音速攻撃ヘリ エアーウルフ』の全てを網羅した40ページに及ぶブックレットを封入し、更に初回生産分では限定特典として、日本では手に入らないコミック調に仕上げられたレアデザインの「エアーウルフ オリジナルミニポスター」を封入している。
2016年5月10日、『AIRWOLF THE COMPLETE SERIES』Blu-ray BOX（シーズン4までを含む）がMILL CREEK ENTERTAMENTから発売（日本未発売）。

### VHS
『エアウルフ』の邦題でCIC・ビクターより発売された。第1巻はパイロット版（ムービーバージョン）を第2巻以降はシリーズ中のエピソード2本が収録されている。テレビ放映開始後も新たに数本発売され、第6巻まで発売された。ただし第2巻以降は、2話分の話を繋げたもの（OP、1話目の最後を切り、2話目のオープニングを切ったものを編集で追加し、エンディング）。

## ゲームソフト
本放送時に九娯貿易からアーケードゲームがリリースされた。同社からはファミコン用ソフトとメガドライブ用ソフト『スーパーエアーウルフ』も発売された。ファミコン版は横スクロールタイプのシューティングだが、アーケード版の移植という訳ではなく、謎の組織がホークとエアーウルフに戦いを挑んでくるというストーリーとなっている。『スーパーエアーウルフ』は縦スクロールシューティング。エアーウルフで敵施設の砲台などを破壊した後、施設にホーク（歩兵のようなヘルメットと野戦服という姿）が潜入し敵兵を銃で倒しながら捕虜を救出していく展開で、前半エアーウルフで砲台等を破壊しておかないとホークが施設に潜入してから砲台の攻撃で行く手を阻まれる（僅かながら難易度が上がる）という仕掛けがある。
なお欧米ではアクレイム・エンタテインメントがNES（海外版ファミコン）用にエアーウルフのゲームを発売していたが日本版とは全く内容が異なり、主観視点による3Dシューティングだった。
エアーウルフ（九娯貿易/アーケード版）
稼働日：1987年/ジャンル：シューティング
エアーウルフ（九娯貿易/ファミコン版）
発売日：1988年12月24日/ジャンル：シューティング/媒体：ロムカセット
続編として「エアーウルフ2」の発売も発表されていたが発売中止となり、のちに「クロスファイヤー」とのオリジナルのタイトルで発売された。
スーパーエアーウルフ（九娯貿易/メガドライブ版）
発売日：1991年3月29日/ジャンル：シューティング/媒体：ロムカセット
その他、アメリカのアクレイム社から「AIRWOLF LCD HAND-HELD ELECTRONIC VIDEO GAME」（LCDゲーム）が発売され、日本でも輸入販売が行われた。
- スーパー大戦略 『222UT+』の名でユニットとして登場する（裏技を使い「The near future」という生産タイプを選択することで生産可能。MD版では『ベル222UT+』という名称になっている）。

## 関連商品
上記のサウンドトラックのほか、以下の関連商品が発売された。
書籍
日本テレビ出版から第1話を翻案した小説とコミック（作画：のなかみのる）の単行本が発売された他、徳間書店からはスチルや各種設定、エピソードガイド、吹替え版スタッフとキャストのインタビューなどを収録したムック（ロマンアルバム）が、勁文社からは日本を舞台とした完全オリジナルストーリーのゲームブック『アドベンチャーヒーローブックス27 エアウルフ 東京極秘司令』（椎葉克宏/構成・文、メディコン/編）が発売された。
プラモデル
放送当時にアメリカのAMT社から1/48スケールのプラモデルが発売されているが、内容は同社既存のベル222のキットにパーツを追加した物であり、コクピット等もオリジナルのままであるなど、精密性や劇中の再現性にはいささか欠ける物であった。このキットは2006年にもアオシマから説明書とパッケージを新規に製作した形で再発売されているが、箱表には赤地に白抜き文字で「上級者向けキット」と注意書きがなされている。また台湾と韓国のメーカーからも、このAMT製キットのコピー品が発売されており、特に台湾製はオリジナルに較べ著しく劣る。2009年には青島文化教材社より、国産の完全新規金型の商品として後部キャビン（完成後にはほぼ見えなくなる）まで再現した、1/48スケールモデルが発売されている。
プラモデル以外に、ミラクルハウス（スカイネット扱い）より、ダイキャスト製の完成品も、発売されている。他にもRCキット（発売販売元は不詳）が発売されている。